# Peter Herbert (muzikant)

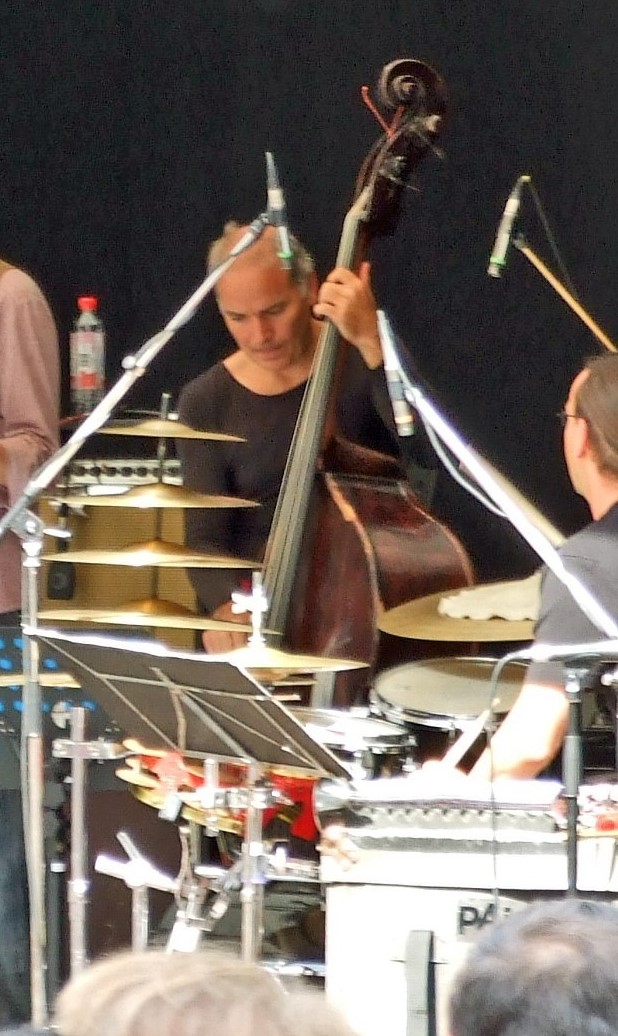
Herbert met Big Zoom, een groep van Lucas Niggli, in 2007

Peter Herbert (Bludenz, 29 februari 1960) is een Oostenrijkse bassist en componist in de jazz en geïmproviseerde muziek.
Herbert studeerde aan het conservatorium in Bregenz (1976-1979), aan de Universität für Musik und darstellende Kunst Graz (1981-1986) en aan Berklee College of Music in Boston. Hierna woonde hij tot 2003 in New York, in 2003 vestigde hij zich in Parijs.
De muzikant speelde bij Art Blakey (1986), Aydın Essen (1989-1996), het trio van Phil Haynes en Paul Smoker (1991), het kwintet van Art Farmer (1991/1992), het Vienna Art Orchestra (1992), Bobby Previte (1995-1998), Christian Muthspiel (vanaf 1996) en het kwartet van Marc Copland en John Abercrombie (1997-1999). Ook trad hij op met Eric Watson en Joachim Kühn. Hij heeft samengewerkt met onder meer Sheila Jordan, Lucas Niggli en Steve Lacy. 
Herbert speelt soloconcerten, maar heeft ook enkele duo's (met David Tronzo en Carol Robinson) en een trio (met Chris Culpo en Jean-Charles Richard). Hij speelt ook samen met Arabische muzikanten, zoals Marcel Khalife en Simon Shaheen. Hij heeft veel gecomponeerd voor Europese orkesten, ensembles en koren, maar tevens voor avant-garde-theatergezelschappen en voor films. Herbert heeft verschillende albums als (co-)leider opgenomen en meegspeeld op meer dan 120 platen. In 1999 richtte hij een eigen netlabel op, Aziza Music.

## Discografie (selectie)
- B-A-C-H: A Chromatic Universe, Between the Lines, 2001 ('albumpick' Allmusic.com)
- You're My Thrill, Between the Lines, 2003
- Naked Bass, Buzo Records/Aziza Music, 2005
- Everything We Love and More (met Huw Warren), Babel Label, 2006
- Hermeto+: Celebrating the Music of Hermeto Pascoal (met Huw Warren en Martin France), Basho Records, 2010
- Joni (muziek van Joni Mitchell), Col Legno, 2012